# Élie Frédéric Forey
Élie Frédéric Forey (Parigi, 10 gennaio 1804 – Parigi, 20 giugno 1872) è stato un generale francese, Maresciallo di Francia dal 1863.

## Biografia
Compì la sua formazione militare all'École spéciale militaire de Saint-Cyr e fu destinato con il grado di tenente al 2º Reggimento di fanteria leggera nel 1824. Partecipò alla spedizione di Algeri nel 1830.
Promosso capitano nel 1835, ricevette il comando di un battaglione di chasseurs a pied (tiratori appiedati) nel 1839. Al tempo dei moti del 1848, che portarono alla Seconda Repubblica francese, Forey, nel frattempo diventato colonnello, comandava un reggimento. Subito dopo gli fu affidato il comando di una brigata e nel 1852 fu promosso generale di divisione per aver sostenuto Napoleone III nel suo colpo di Stato.
Durante la guerra di Crimea Forey comandò una divisione all'assedio di Sebastopoli.
Durante la seconda guerra d'indipendenza italiana del 1859 gli venne affidato il comando della 1ª divisione del I corpo d'armata e diresse le battaglie di Montebello e di Melegnano.
Nel corso della conclusiva battaglia di Solferino e San Martino, la divisione di Forey fu impegnata pesantemente fin dalle prime ore del mattino e, a costo di perdite pesantissime, contribuì decisivamente alla conquista di Solferino.
Pur ferito ad un'anca, proseguì nel guidare i continui e sanguinosi assalti al monte Pellegrino e al monte Alto. I mirati colpi dell'artiglieria austriaca verso lo stato maggiore divisionale, che avevano seminato la morte tra gli ufficiali e decapitato un subalterno di Forey, mentre riceveva ordini da lui, non lo convinsero ad abbandonare il cuore dei combattimenti.
Poco amato a causa del suo carattere burbero e scarsamente conviviale, Forey riscuoteva il generale e profondo rispetto delle sue truppe per il coraggio che dimostrava in battaglia e per l'abitudine di presenziare personalmente nei settori di maggior pericolo, durante le fasi critiche dello scontro.
Divenuto senatore alla fine della guerra, Forey fu nominato comandante generale del corpo di spedizione francese in Messico nel 1862. Sbarcò a Veracruz nel settembre 1862, investito dei pieni poteri civili e militari. Nel marzo dell'anno successivo le sue forze conquistarono Puebla dopo un lungo assedio e quindi Città del Messico. Per questo Forey ricevette il bastone di Maresciallo.
Dopo aver insediato un triumvirato al governo del Paese per l'imperatore Massimiliano lasciò il comando delle forze di spedizione a Bazaine e ritornò in Francia dove ricevette il comando del II Corpo d'armata, che tenne sino al 1867, quando fu colto da emorragia cerebrale, e messo a riposo.